# Puchar Rumunii w koszykówce kobiet
Puchar Rumunii w koszykówce kobiet – cykliczne krajowe rozgrywki koszykarskie kobiet w Rumunii, prowadzone systemem pucharowym, organizowane corocznie (co sezon) przez Rumuńską Federację Koszykówki.

## Zdobywczynie pucharu
- 1965 – Bukareszt XI
- 1966 – Progresul Bukareszt
- 1967 – Progresul Bukareszt
- 1968 – Politechnika Bukareszt
- 1969 – Rapid Bukareszt
- 1970 – nie rozegrano
- 1971 – nie rozegrano
- 1972 – nie rozegrano
- 1973 – nie rozegrano
- 1974 – nie rozegrano
- 1975 – nie rozegrano
- 1976 – Sportul Studențesc
- 1977 – Politehnica Bukareszt
- 1978 – nie rozegrano
- 1979 – nie rozegrano
- 1980 – Politechnika Bukareszt
- 1981 – Voința Bukareszt
- 1982 – nie rozegrano
- 1983 – nie rozegrano
- 1984 – nie rozegrano
- 1985 – nie rozegrano
- 1986 – nie rozegrano
- 1987 – nie rozegrano
- 1988 – Voința Bukareszt
- 1989 – nie rozegrano
- 1990 – nie rozegrano
- 1991 – nie rozegrano
- 1992 – nie rozegrano
- 1993 – nie rozegrano
- 1994 – nie rozegrano
- 1995 – Rapid CFR Bukareszt
- 1996 – nie rozegrano
- 1997 – nie rozegrano
- 1998 – nie rozegrano
- 1999 – nie rozegrano
- 2000 – nie rozegrano
- 2001 – nie rozegrano
- 2002 – MCM Târgoviște
- 2003 – MCM Târgoviște
- 2004 – MCM Târgoviște
- 2005 – MCM Târgoviște
- 2006 –
- 2007 – MCM Târgoviște
- 2008 – Sepsi Sfântu Gheorghe
- 2009 – MCM Târgoviște
- 2010 – MCM Târgoviște
- 2011 – ICIM Arad
- 2012 – CSM Târgoviște
- 2013 – CSM Târgoviște
- 2014 – ICIM Arad
- 2015 – Sepsi Sfântu Gheorghe
- 2016 – Sepsi Sfântu Gheorghe
- 2017 – CSM Târgoviște
- 2018 – Sepsi Sfântu Gheorghe
- 2019 – Sepsi Sfântu Gheorghe
- 2020 – Sepsi Sfântu Gheorghe
- 2021 – Sepsi Sfântu Gheorghe
- 2022 – Sepsi Sfântu Gheorghe

## Finały
| Rok  | Zwycięzca                     | Wynik | Finalista                     | Prz.   |
| ---- | ----------------------------- | ----- | ----------------------------- | ------ |
| 2007 | Biandra Târgoviște            | 78–54 | BC ICIM Arad                  | [ 1 ]  |
| 2008 | ACS Sepsi SIC Sfântu Gheorghe | 74–55 | CSM Sportul Studentesc        | [ 2 ]  |
| 2009 | MCM Târgoviște                | 65–49 | BCT Alexandia                 | [ 3 ]  |
| 2010 | MCM Târgoviște                |       |                               |        |
| 2011 | ICIM Arad                     | 66–63 | Sepsi BC Sfântu Gheorghe      | [ 4 ]  |
| 2012 | CSM Târgoviște                | 73–39 | CSM Sportul Studentesc        | [ 5 ]  |
| 2013 | CSM Târgoviște                |       |                               |        |
| 2014 | ICIM Arad                     | 67–61 | ACS Sepsi SIC Sfântu Gheorghe | [ 6 ]  |
| 2015 | ACS Sepsi SIC Sfântu Gheorghe | 61–54 | CSU Uniwersytet Alba Iulia    | [ 7 ]  |
| 2016 | ACS Sepsi SIC Sfântu Gheorghe | 87–49 | Olimpia CSU Braszów           | [ 8 ]  |
| 2017 | CSM Târgoviște                | 64–63 | Olimpia CSU Braszów           | [ 9 ]  |
| 2018 | Sepsi Sfântu Gheorghe         | 62–48 | CSU Municipal Satu Mare       | [ 10 ] |
| 2019 | Sepsi Sfântu Gheorghe         |       |                               |        |
| 2020 | Sepsi Sfântu Gheorghe         | 80–67 | Baschet Arad                  | [ 11 ] |
| 2021 | Sepsi Sfântu Gheorghe         |       |                               |        |
| 2022 | Sepsi Sfântu Gheorghe         | 59–53 | CSU Municipal Satu Mare       | [ 12 ] |

## Puchary według klubu
| Klub                   | Lp. | Zwycięskie lata                                      |
| ---------------------- | --- | ---------------------------------------------------- |
| CSM Târgoviște         | 9   | 2004, 2005, 2006, 2007, 2009, 2010, 2012, 2013, 2017 |
| Sepsi SIC              | 7   | 2008*, 2015, 2016, 2018, 2019, 2021, 2022            |
| Politechnika Bukareszt | 3   | 1968, 1977, 1980                                     |
| Progresul Bukareszt    | 2   | 1966, 1967                                           |
| Rapid Bukareszt        | 2   | 1969, 1995                                           |
| ICIM Arad              | 2   | 2011, 2014                                           |
| Voința Bukareszt       | 2   | 1981, 1988                                           |
| Sportul Studențesc     | 1   | 1976                                                 |
| Bucureszt XI           | 1   | 1965                                                 |